# سورن بابلویف
سورن ایساهاکی بابلویف (ارمنی: Սուրեն Իսահակի Բաբլոև؛  زادهٔ ۱۰ اکتبر ۱۹۱۸ - درگذشته ۱۰ اوت ۱۹۷۹) رهبر ارکستر اهل ارمنستان بود. وی بین سال‌های - تا - میلادی فعالیت می‌کرد.

## زندگی‌نامه
وی در ۱۰ اکتبر ۱۹۱۸ در مانگلیسی به دنیا آمد و کنسرواتوار دولتی چایکوفسکی مسکو فارغ‌التحصیل گشت.  همچنین برندهٔ جوایزی همچون هنرمند شایسته ارمنستان شوروی ()، هنرمند مردمی جمهوری شوروی فدراتیو سوسیالیستی روسیه و هنرمند مردمی اتحاد شوروی شده است. وی در ۱۰ اوت ۱۹۷۹ در سن ۶۰ سالگی در مسکو درگذشت و در آرامستان کونتسیسکوی به خاک سپرده شد.